# Gregorio García Tabernero
Gregorio García Tabernero (Guadalajara, 4 de septiembre de 1780 - íbid., 3 de noviembre de 1865) fue un político español. Era padre de los también políticos Diego y Gregorio García Martínez.

## Familia y lazos familiares
Su padre, Diego García, era maestro mayor de obras de la ciudad de Guadalajara y de la Real Fábrica de Paños y político. Como político fue síndico personero en 1773 y diputado del Común en 1769, 1770, 1775 y 1776, y durante la Guerra de la Independencia española fue el primer corregidor cuando Guadalajara estaba bajo el control de José I Bonaparte, entre 1809 y 1813.
Su madre, María Tabernero, era hija de Mateo Tabernero, que era el alarife de los duques del Infantado en Guadalajara y representante, en alguna medida, de la familia Mendoza que tradicionalmente había dominado la ciudad, pero que ya no ejercía directamente el poder porque residía permanentemente en Madrid. En 1812 Mateo Tabernero fue el primer alcalde constitucional de Guadalajara y su sobrino Eulogio Tabernero fue propuesto por Diego García para regidor en ese consistorio, pero éste quedó en minoría y aquel no resultó finalmente elegido.
Así pues, Gregorio García Tabernero era el heredero natural de dos familias que habían sabido convertir una influencia social basada en las realidades del Antiguo Régimen, el ducado del Infantado y las manufacturas reales, en un poder político autónomo, nacido del vacío de poder y de las perturbaciones institucionales provocadas por la Guerra de la Independencia española. Un poder que tenía una indudable base económica y que se identificaba necesariamente con el liberalismo.
Gregorio García Tabernero se casó con Andrea Martínez Gutiérrez y tuvieron siete hijos: Joaquina (1810-1891), Manuel (1811-1844), Diego (1813-1898), Soledad, Micaela, Gregorio (1824-1894) y Clementina (1828-1891). Si el matrimonio de sus padres había permitido la unión de dos de las familias que habían dominado la política municipal alcarreña a partir de la Guerra de la Independencia, y su hermano Tomás se casaba con una joven de la familia Estúñiga, que formaba parte de la nobleza local, los enlaces de sus hijos permitieron a Gregorio García Tabernero extender su influencia política, que se cimentó en una red de relaciones personales reforzada por los enlaces matrimoniales. Se forjó así una elite formada por un puñado de familias que pertenecían a la burguesía profesional o mercantil de la nueva provincia de Guadalajara, que habían disfrutado de cargos concejiles en el Antiguo Régimen o, en el caso de los que no eran nobles, desde las reformas municipales de Carlos III, y que habían irrumpido con fuerza en la nomenclatura política desde 1808, por lo que estaban identificadas con el liberalismo más progresista: los García, los Tabernero, los Estúñiga, los Hita y los Guzmán en La Alcarria, los Gamboa de Sigüenza o los Montesoro del Señorío de Molina habían emparentado con los hermanos, los hijos o los nietos de Gregorio García Tabernero. Y con lazos familiares más lejanos también estaban unidos a los Romo o los Udaeta.
Gracias a la laboriosa formación de esta elite, Diego García Martínez, que heredó la influencia social y el liderazgo político de su padre, ocupó un escaño en el Congreso de los Diputados en 1854, 1863 y 1869 y fue senador en 1871, 1872 y 1881 y senador vitalicio desde 1886. Por su parte, Gregorio García Martínez fue elegido alcalde de Guadalajara en 1861, 1868 y 1882 y presidente de la Diputación Provincial de Guadalajara en 1854 y 1886.

## Carrera política
La carrera política de Gregorio García Tabernero dio comienzo durante el Trienio Liberal. Fue alcalde constitucional de Guadalajara en dos períodos cruciales: entre el 16 de marzo de 1820, cuando con el triunfo del pronunciamiento de Rafael del Riego se restituyó la Constitución de 1812, y el 1 de enero de 1821, y desde el 1 de enero de 1823 hasta el 18 de mayo de 1823, cuando llegó a Guadalajara los ejércitos absolutistas bajo el mando del general Jorge Bessières.
No fue menor su presencia en la vida social. En esos años fue subteniente de caballería de la Milicia Nacional. También fue socio activo del Ateneo, la primera sociedad cultural de la Guadalajara decimonónica, una institución animada por la burguesía y basada en los principios de la Ilustración, que nació para animar el conocimiento científico y su aplicación práctica para la mejora de la sociedad provincial.
La restauración absolutista de 1823 frustró esta iniciativa y toda la labor legislativa del Trienio Liberal. Gregorio García Tabernero pudo salvar su vida, a pesar de la represión desencadenada por la reacción absolutista, pero sufrió persecuciones durante toda la Década Ominosa (1823-1833), unos años que él mismo no dudo en calificar de aciagos.
Muerto Fernando VII, el regreso de los liberales a la escena política española devolvió a Gregorio García Tabernero un protagonismo desde entonces incontestado. En 1833 ya ocupaba un puesto en el ayuntamiento de la ciudad, en octubre de ese mismo año pertenecía a la Junta Local de Sanidad de Guadalajara y en el año 1835 era Secretario de la Comisión de Instrucción Primaria de la Provincia. También fue miembro de la Junta de Armamento y Defensa y diputado provincial por el partido judicial de Guadalajara. Firmemente identificado con el liberalismo, formó parte de la comisión ciudadana designada con el objetivo de recaudar donativos para proveer de fondos a la lucha contra los carlistas.
También fue el promotor y primer presidente de la Sociedad Económica de Amigos del País, creada en Guadalajara el 27 de abril de 1834 por iniciativa del nuevo gobierno liberal. Nacía para contribuir con sus conocimientos y experiencias al desarrollo de la agricultura, la industria y el comercio de Guadalajara, según declaraban sus promotores. Esta Sociedad celebró su primera sesión el 3 de mayo de ese mismo año bajo la dirección de Gregorio García Tabernero, que pronunció un discurso que resumía el ideario liberal e ilustrado que sostenía la élite progresista que se estaba conformando en la provincia. En esta sesión se decidió que la Sociedad de Guadalajara se regiría por los Estatutos de la establecida en la capital del reino y se eligió una Junta Directiva formada por Gregorio García Tabernero, Ambrosio Lillo, Manuel José de Aguilera, José Noreña y Casimiro Chávarri.
En diciembre de 1839 fue elegido alcalde primero para el año 1840, pero no pudo cumplir su mandato pues la Diputación Provincial, presidida por Patricio de la Escosura, declaró nula su elección y la de José Domingo de Udaeta Ferro, siendo nombrados e su lugar Gabino García Plaza y Pedro Villapecellín; tampoco ellos pudieron completar su mandato ya que, antes de que acabase ese año, una revolución progresista puso brusco final a los gobiernos moderados y a la regencia de María Cristina de Borbón. En Guadalajara, Gregorio García Tabernero estaba a la cabeza de la Junta Revolucionaria que devolvió el poder a los progresistas. En esta etapa fue diputado provincial y dio paso a su hijo Diego García Martínez, que empezó entonces su carrera política haciéndose cargo en 1841 de la alcaldía de Guadalajara.
En 1843 Gregorio García Tabernero ya se había convertido en el principal líder del liberalismo progresista alcarreño como demostró formando parte de la Junta Provisional de Gobierno que precipitó la caída de Baldomero Espartero. En 1844 formó parte de la Comisión Provincial de Monumentos históricos y artísticos, que era la encargada de inventariar el patrimonio eclesiástico desamortizado que, por su importancia, debía de ser preservado. No deja de ser significativo que uno de los mayores compradores de bienes desamortizados fuese, al mismo tiempo, uno de los responsables de dictaminar su valor artístico; un ejemplo más de la mezcla de intereses públicos y privados que caracterizó a la Década Moderada.
Cuando los progresistas volvieron al poder, tras la Revolución de 1854, Gregorio García Tabernero había abandonado la primera fila de la política provincial; importunado por su lealtad al liberalismo progresista y marginado de las instituciones por los gabinetes moderados, se refugió en sus intereses particulares. Fueron sus hijos Diego y Gregorio quienes tomaron el relevo de la larga trayectoria política de su padre.

### Elección y actividad parlamentaria
Fue elegido Diputado a Cortes por Guadalajara en tres ocasiones, aunque casi siempre vio frustrado su interés por sentarse en la cámara legislativa. El 3 de diciembre de 1821 se celebró en la sala capitular de la casa consistorial de Guadalajara una reunión de electores, presidida por el Jefe Político Joaquín Montesoro Moreno, para la designación de los dos diputados que enviaría al Congreso la circunscripción de Guadalajara y en la que fue elegido Diputado Suplente; sin embargo nunca fue requerido su concurso para sustituir a ninguno de los dos Diputados de la provincia, por lo que no tomó posesión de su escaño.
Muerto Fernando VII, volvió a ser designado Diputado a Cortes por el distrito de Guadalajara. El 30 de junio de 1834 se reunieron en la casa consistorial de Guadalajara los electores de la provincia, votando a Gregorio García Tabernero y a Baltasar Carrillo Manrique, marqués de Espinardo, como sus representantes en el Estamento de Procuradores; sin embargo lo escaso de las rentas de Gregorio García Tabernero, casi mil reales menos de los 12000 que por aquel entonces eran preceptivos, impidió de nuevo su toma de posesión. Aunque escribió una carta al Estamento de Procuradores poniendo de manifiesto sus cuantiosos recursos económicos, que solo temporal y circunstancialmente eran inferiores a los requeridos, y su constante fidelidad al liberalismo a pesar de los perjuicios que le había ocasionado, la Cámara no aceptó sus alegaciones y, finalmente, fue sustituido por Lorenzo Romo y Gamboa.
Después de las elecciones a Cortes Constituyentes celebradas el 2 de octubre de 1836, fue nombrado una vez más representante de la provincia, pudiendo finalmente tomar posesión de su escaño en unos comicios que dieron el triunfo a los progresistas. Además de firmar como diputado la Constitución de 1837, desarrolló una actividad parlamentaria muy notable, que también permite descubrir sus intereses y preocupaciones. Formó parte de la comisión para el restablecimiento de los decretos y leyes derogados por la reacción absolutista y por el Estatuto Real, clave del arco de la interpretación progresista de la Constitución de 1812, y de la Comisión de Libertad de Imprenta.
Sus intervenciones en el Congreso de los Diputados fueron en el mismo sentido: sobre el proyecto de Constitución que finalmente se aprobó en 1837, sobre las infracciones a la Constitución antes vigente de 1812, sobre la libertad de imprenta y sobre las diputaciones provinciales. Pero también se mostró muy activo en los asuntos económicos y habló en los debates sobre los Presupuestos Generales del Estado y las contribuciones, sobre empleos, sueldos y pensiones de los funcionarios públicos y sobre la ley de señoríos.
También participó en la discusión parlamentaria sobre la redención de quintos, un tema que le afectaría personalmente por haber tenido que pagar en 1842 una redención en metálico para librar del servicio militar a su hijo Gregorio García Martínez, abonando al mozo que le reemplazó la enorme cantidad de 4160 reales.
Por último, en 1841 fue elegido senador, pero no llegó a tomar posesión de su escaño en la Cámara Alta por impedimentos legales.

## Profesión y negocios
Profesionalmente, Gregorio García Tabernero era abogado y procurador de los tribunales, con un prestigioso bufete abierto en Guadalajara. Pero, sobre todo, era un rico propietario agrícola con viñedos y bodega y dueño de varios inmuebles en Guadalajara.
Fue un hombre de negocios que supo aprovechar las oportunidades que se le ofrecían. Si en el año 1798 se le estimaban a su padre unas rentas anuales de solo 2684 reales, en 1834 disponía de rentas anuales que en poco superaban los 11000 reales, habiendo conseguido multiplicar el patrimonio familiar a pesar de la crisis económica que la ciudad de Guadalajara había sufrido con la Guerra de la Independencia española y el consiguiente cierre de su Real Fábrica de Paños. Diez años más tarde, en 1844, Gregorio García Tabernero era el segundo contribuyente de la capital alcarreña por la cuota de bienes inmuebles y subsidio industrial y de comercio, solo superado por Andrés Avelino de Arteaga y Silva, conde de Osuna y duque del Infantado, lo que demuestra que la desamortización de 1836 le permitió enriquecerse extraordinariamente. 
Durante esos primeros años no dudó en endeudarse y pedir préstamos para pujar por los bienes desamortizados, con la seguridad de que obtendría grandes beneficios con la adquisición de esos bienes de manos muertas puestos a la venta por el nuevo Estado liberal. Durante el proceso desamortizador desarrollado a partir del año 1836 realizó un desembolso total de 285321 reales, que se vio incrementado por las adquisiciones de sus hijos Diego y Gregorio y de otros miembros de su familia.
Hacia 1850 sus bienes sumaban más de 1 300 000 reales y que sus fincas rústicas y urbanas se extendían por buena parte de la provincia, muy especialmente en la ciudad de Guadalajara y en pueblos cercanos como Horche, Cabanillas del Campo, Alovera o Ajalvir.